# ساوت لندینگ (کالیفرنیا)
ساوت لندینگ (به انگلیسی: South Landing) یک منطقهٔ مسکونی در ایالات متحده آمریکا است که در شهرستان مونو، کالیفرنیا واقع شده‌است. ساوت لندینگ ۲٬۰۷۴ متر بالاتر از سطح دریا واقع شده‌است.